# Windischenbach (Pfedelbach)
Der Windischenbach ist ein Bach im nordöstlichen Baden-Württemberg von 3,7 km Länge, der am Südrand von Öhringen von links in den Pfedelbach mündet.

## Geographie

### Quelle und Verlauf
Der Windischenbach entsteht am Nordabfall der Keuperberge des Mainhardter Waldes zur Hohenloher Ebene. Auf dem Gemeindegebiet von Pfedelbach entspringt er etwa 2,5 km südwestlich der Mitte des Zentralortes auf 326 m ü. NN oben in der bewaldeten Holzklinge.
Durch diese Klinge läuft der Bach, sich schnell eintiefend, nach Norden und erreicht nach einem halben Kilometer die Grenze zur offenen Flur. Links liegt hier in einer Wiesenmulde, über der sich im Westen Obstbäume den flachen Hang hochziehen, der Windischenbacher * Klingenhof, Gehöft im Ortsteil Windischenbach der Gemeinde Pfedelbach im Hohenlohekreis, neben dem der Bach durch einen über 0,1 ha großen Teich zieht, während am rechten Ufer die Untergrenze des Waldes am steileren Burgberg dem Bach einen weiteren halben Kilometer folgt.
Dann löst der Windischenbach sich vom Wald und geht, von einer dichten Ufergehölzgalerie begleitet, in eine Kurve nach Nordosten, wobei er kurzzeitig rechts noch einmal ein isoliertes und sumpfiges Hangwaldstück unterhalb des Wohnplatzes Burghof berührt. Die inzwischen weniger prominente rechte Randhöhe des Wolfsbühls, Nordostausläufer des Burgbergs, folgt dem Bach weiter bis fast zum Windischenbacher Friedhof, die Talmulde wird auf diesem Abschnitt merklich breiter und das Gewässer fließt am Ende wieder in nördlicher Richtung. Wenig nach dem Friedhof erreicht der Bach den südlichen Ortsrand von Windischenbach, wo ein außer am untersten Lauf unbeständig wasserführender Graben von ca. 1,2 km Länge von links mündet. Im Dorf dann läuft der Windischenbach unterirdisch verrohrt unter der Bachstraße, hier fließt ihm bald ein weiterer, ähnlich langer Zulauf von Westen zu, der zwischen Lindelberg im Süden und Golberg im Norden entsteht und längs eines Feldweges durch das Klingenfeld in einem Graben fließt.
Schon in der Gewerbezone am Nordrand Windischenbachs wendet er sich wieder nach Nordosten, wird wiederum von einem unbeständigen Zufluss von etwa 0,8 km Länge von links gespeist, der im Bereich der Golberghöfe erreicht, und verlässt dann Dorf und Gemeinde Pfedelbach, bald schon begleitet von einer Baumreihe in einem schmalen grünen Streifen zwischen Äckern am Hang rechts und links. Am südlichen Bebauungsrand Öhringens nimmt er nochmals zwei unbeständig Wasser führende Feldweggraben von links und rechts auf und mündet dann am Gewerbegebiet um das Steinsfeldle von links nach einem Lauf von 3,7 km auf etwa 224 m ü. NN in den Pfedelbach.

### Einzugsgebiet
Der Windischenbach hat ein Einzugsgebiet von etwa 5,0 km² Größe, das im Westen an das der mittleren Brettach grenzt und im Osten an das des aufnehmenden Pfedelbachs. Von der Mündung im Nordosten zieht die Wasserscheide nach Süden dicht am östlichen Ortsende Windischenbachs vorbei, auf einem Feldweg über dem Westabhang des Wolfsbühls, hoch zum Sporn des Burgbergs und dann zwischen Holzklinge und Lohklinge durch den Buchenhau weiter bis zur beginnenden Flur. Hier wendet sie sich nach Westen und vor dem nahen Abfall ins Brettachtal nach Nordwesten und läuft über die bewaldete Ebene. Knapp östlich der Roten Steige steigt sie den Bergkamm hinab, passiert Stöckig und die Eichelhalde in deren Osten und überwindet dann quer zu dessen Ausrichtung den Lindelberg in dessen Osten, danach wechselt sie hinüber auf die nordöstlich ziehende Kammlinie des Golbergs und erreicht auf dem östlichen Öhringer Verrenberg ihren nordwestlichsten Punkt. Von diesem aus zieht sie in östlichem Lauf wieder zurück zur Mündung.
Am Bachlauf liegen nur der Klingenhof, Windischenbach und ein Teil des an der Mündung berührten Gewerbegebiets im Öhringer Süden. Im weiteren Einzugsgebiet liegen noch Weißlensberg (linker Talhang gegenüber dem Burgberg), der Burghof ( rechts in unterm Burgberg-Kamm im Übergang zum Wolfsbühl), Lindelberg (auf dem Ostsporn des gleichnamigen Bergs) und die Golberghöfe (östlich des Golberg-Fußes); diese alle liegen auf Pfedelbacher Gemarkung. Auf Öhringer kommt noch hinzu ein Aussiedlerhof im Scherersgrund.

## Geologie
Der Lauf des Windischenbachs liegt zur Gänze im Keuper. Er entspringt in den Unteren Bunten Mergeln (Steigerwald-Formation) der Holzklinge, durchschneidet in ihr schnell ein schmales Band aus Schilfsandstein (Stuttgart-Formation) und bleibt dann bis zu seiner Mündung im Gipskeuper (Grabfeld-Formation).
Das Einzugsgebiet beginnt weiter südlich und höher im Kieselsandstein (Hassberge-Formation) auf der Hochfläche um Buchhorn, die sich beidseits der Holzklinge bis zu den Spornen des Burgbergs im Osten und der linken Klingen-„backe“ südlich von Stöckig erstreckt. Dieser recht breit, dem Burgberg weniger breit ist eine Verebnungsfläche im Schilfsandstein vorgelagert, solche Flächen decken auch den Lindelberg und den Golberg. Der größere restliche Teil des Einzugsgebietes liegt im Gipskeuper, den vor allem am unteren Hang in der unteren Hälfte des Laufes Löss überlagert.

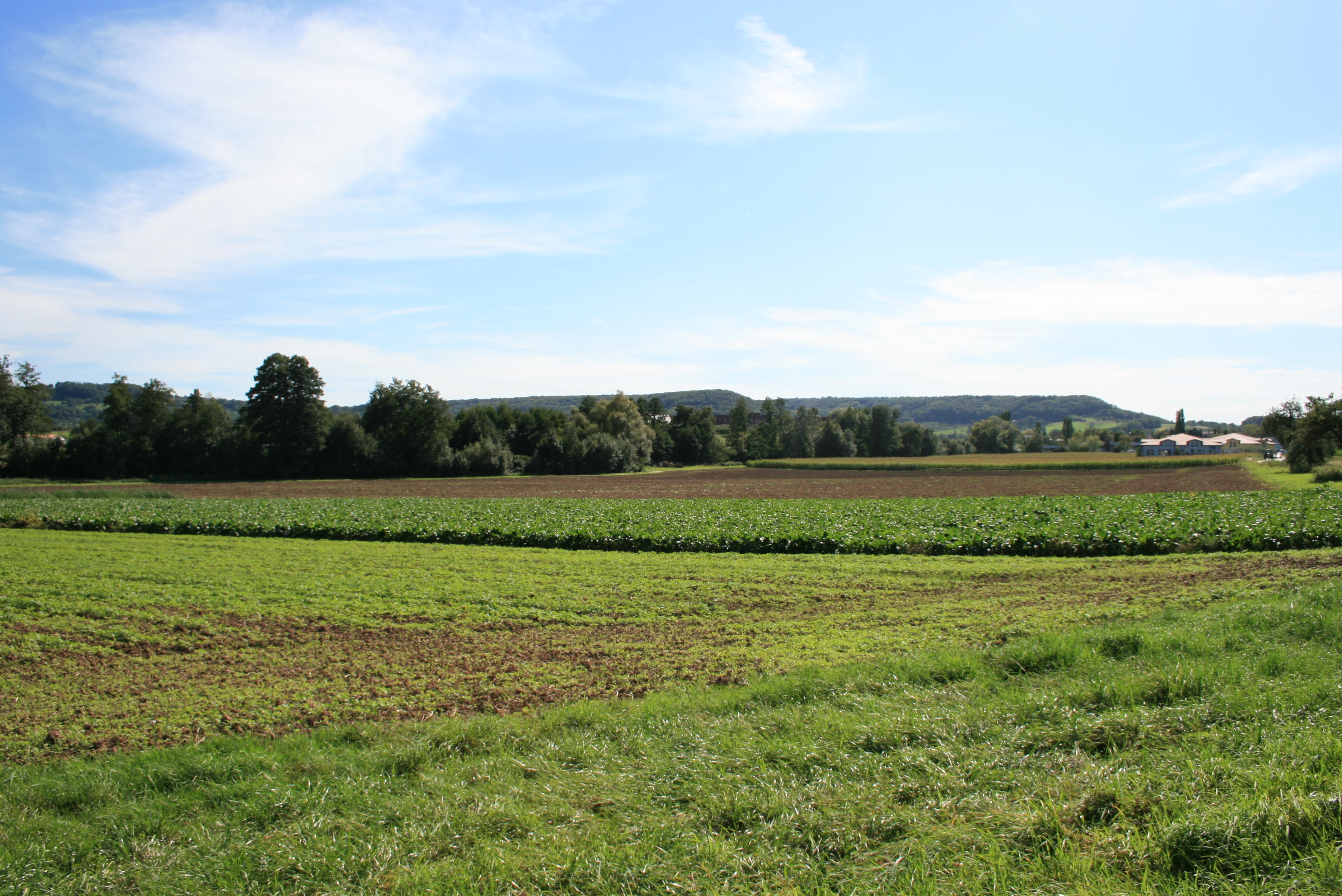
Die Talaue des Windischenbaches, unterhalb des Gewerbegebietes. Von Öhringen aus gesehen
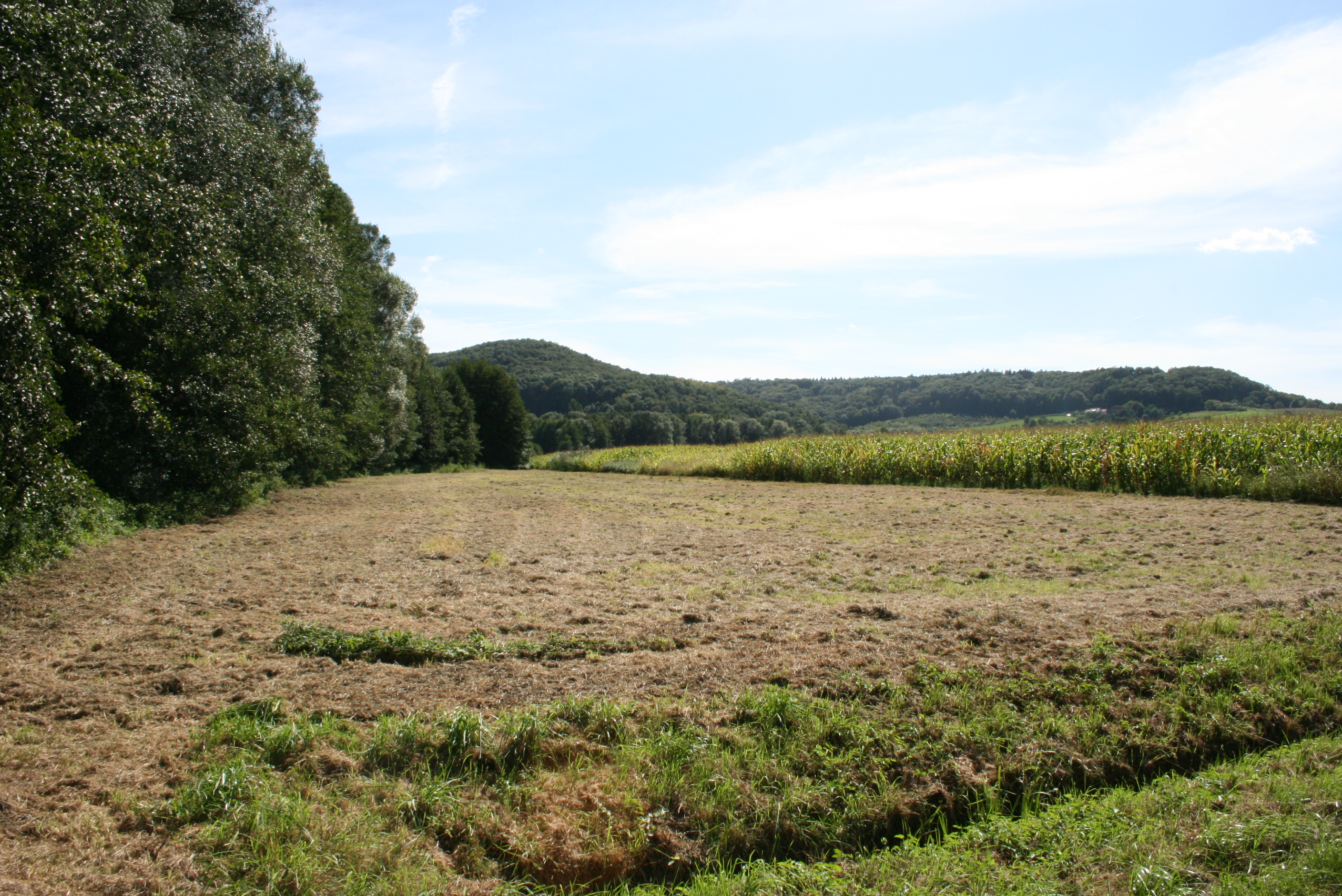
Die Talaue des Windischenbaches, oberhalb von Windischenbach in Richtung Klingenhof gesehen
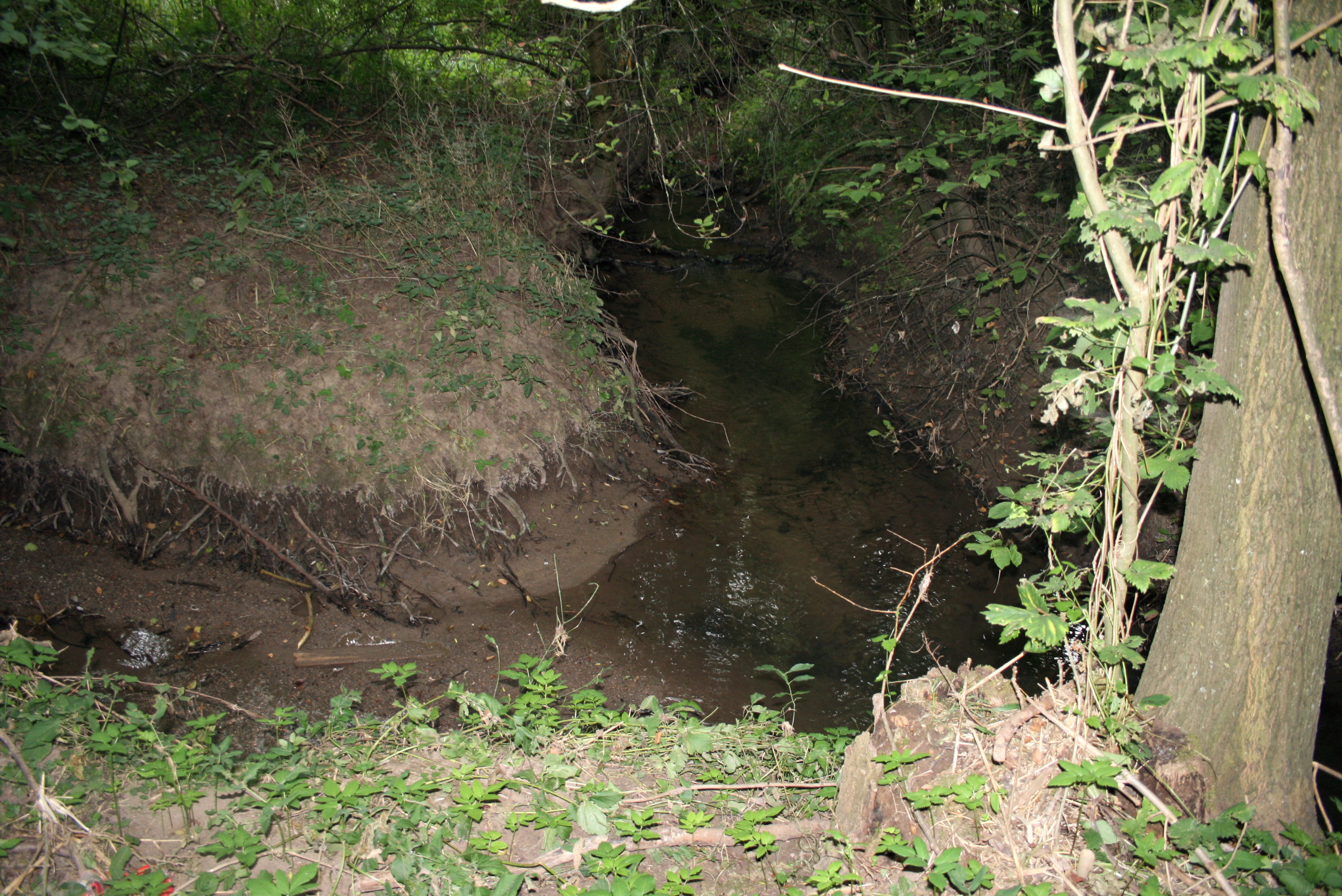
Die Mündung des Windischenbaches in den Pfedelbach. Am südwestlichen Ortsrand von Öhringen